# Helia calligramma
Helia calligramma är en fjärilsart som beskrevs av Jacob Hübner 1818. Helia calligramma ingår i släktet Helia och familjen nattflyn. Inga underarter finns listade i Catalogue of Life.